# Slow Fork
La rivière Slow Fork est un cours d'eau d'Alaska, aux États-Unis situé dans la région de recensement de Yukon-Koyukuk. C'est un affluent de la East Fork Kuskokwim elle-même affluent du fleuve Kuskokwim.

## Description
Longue de 60 milles (97 km), elle coule en direction du nord-est pendant 10 milles (16 km) puis de l'ouest-nord-ouest pendant 63 milles (101 km) pour rejoindre la rivière Tonzona et former l'East Fork Kuskokwim  à 30 milles (48 km) à l'est de Medfra.
Son nom local a été référencé en 1950 par l'United States Geological Survey.